# شيت هولمغرين
شيت هولمغرين (مواليد 1 مايو 2002) هو لاعب كرة سلة أمريكي يلعب في مركز لاعب الوسط أو لاعب هجوم قوي الجسم. حصل على كأس العالم تحت 19 عام مع متخب الولايات المتحدة.

## روابط خارجية
- شيت هولمغرين على موقع إن بي أي (الإنجليزية)
- شيت هولمغرين على موقع سبورتس رفرنس (الإنجليزية)
- شيت هولمغرين على موقع كرة السلة الأوروبية.كوم (الإنجليزية)
- شيت هولمغرين على موقع كلية كرة السلة في سبورتس رفرنس.كوم (الإنجليزية)
- شيت هولمغرين على موقع ريلجم (الإنجليزية)
- شيت هولمغرين على موقع بروبوليرز (الإنجليزية)